# 粕川町膳
粕川町膳（かすかわまちぜん）は、群馬県前橋市の地名。旧粕川村時代は、住所で勢多郡粕川村大字膳の地域である。また、前橋市合併後は村名の粕川村が粕川町となり、そのあと大字名がつくため前橋市粕川町○○となる。面積は0.87km2(2013年現在)。郵便番号は371-0204。

## 地理
前橋市の東端、赤城山の南麓、粕川流域の東部に位置している。

## 歴史
戦国時代頃からあった地名である。江戸時代になると、はじめ大胡藩領、元和4年に前橋藩領、明和4年に幕府領を経て、安永8年からは出羽松山藩領だった。

### 年表
- 1889年 市町村制が施行され、14村が合併し、群馬県南勢多郡粕川村大字膳となる。
- 1896年 郡統合（東群馬郡と南勢多郡の統合）により勢多郡に所属し勢多郡粕川村大字膳となる。
- 2004年 平成の大合併で粕川村は、宮城村、大胡町とともに、前橋市に合併し、群馬県前橋市粕川町膳となる。

### 地名の由来
「膳」は「善」とも書いていた。由来は膳棚のように平らな土地が段になり連なっていることからとも、鎌倉時代の問注所執事三善氏の居城によるとも考えられている。

## 世帯数と人口
2017年（平成29年）8月31日現在の世帯数と人口は以下の通りである。
| 町丁     | 世帯数  | 人口  |
| -------- | ------- | ----- |
| 粕川町膳 | 295世帯 | 781人 |

## 小・中学校の学区
市立小・中学校に通う場合、学区は以下の通りとなる。
| 番地 | 小学校             | 中学校             |
| ---- | ------------------ | ------------------ |
| 全域 | 前橋市立粕川小学校 | 前橋市立粕川中学校 |

## 経済
店・企業
- 赤城鶏卵割卵工場
- 北畠タイル工業
- 小荷田建設
- 後閑養鶏園
- 武井商店
- 日英住研
- 箱田瓦店
- 宮崎総合設備

## 交通

### 鉄道

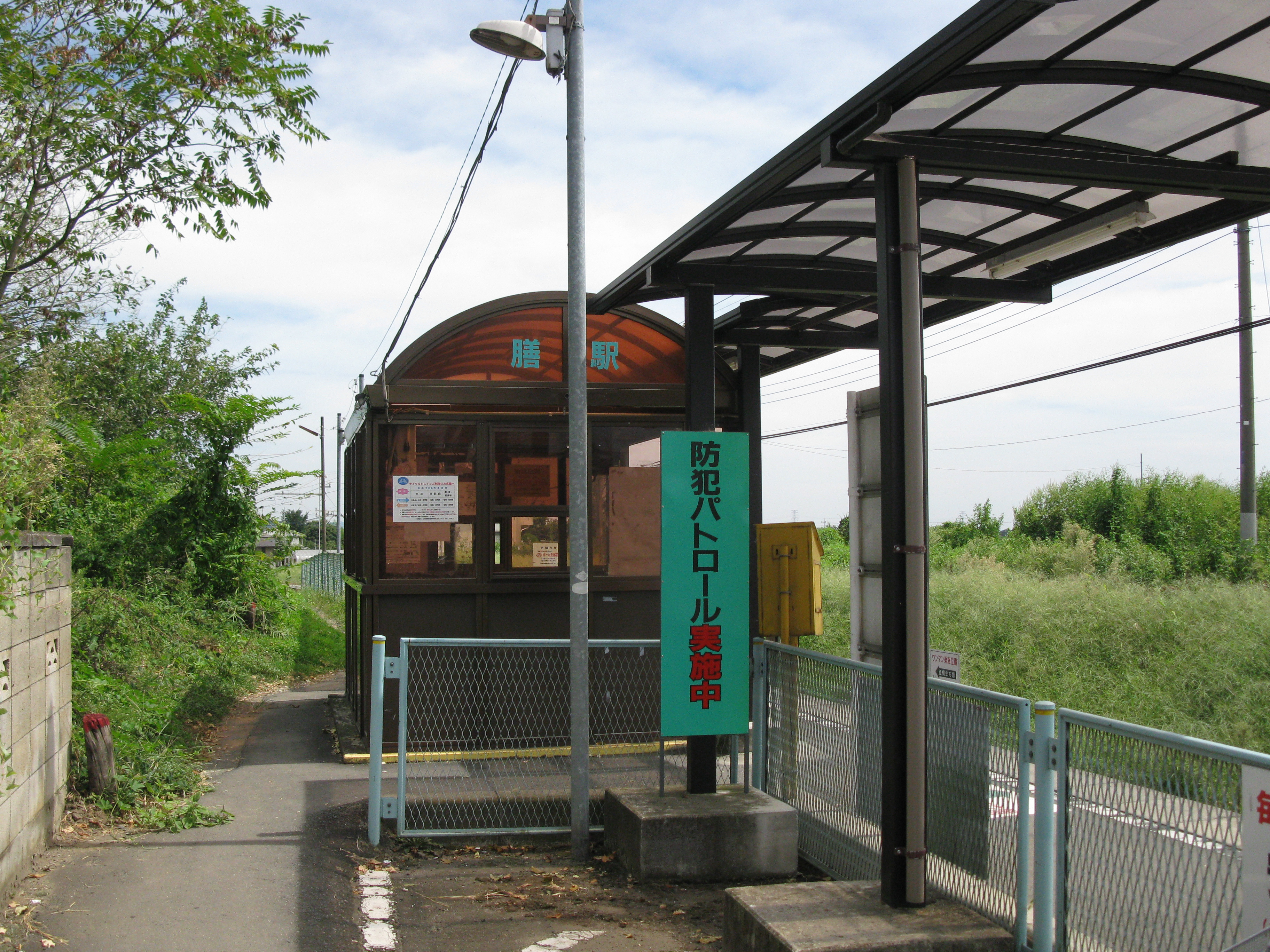
膳駅

町内に上毛電気鉄道上毛線膳駅がある。

### バス
赤城タクシーが運行を行っているデマンドバス方式のふるさとバスがある。

### 道路
県道の群馬県道3号前橋大間々桐生線が通過。

## 施設・史跡
- 膳城

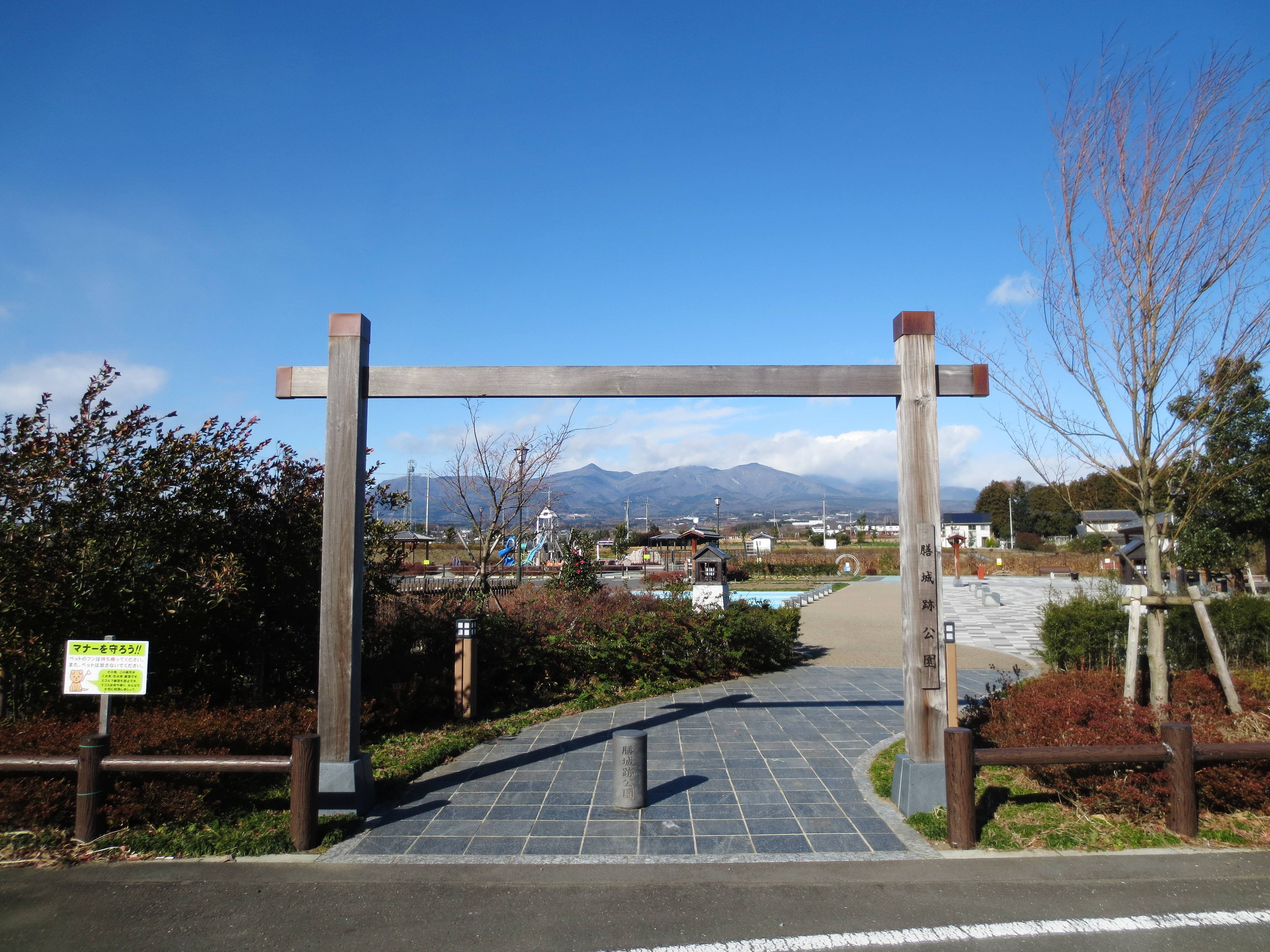
膳城跡公園
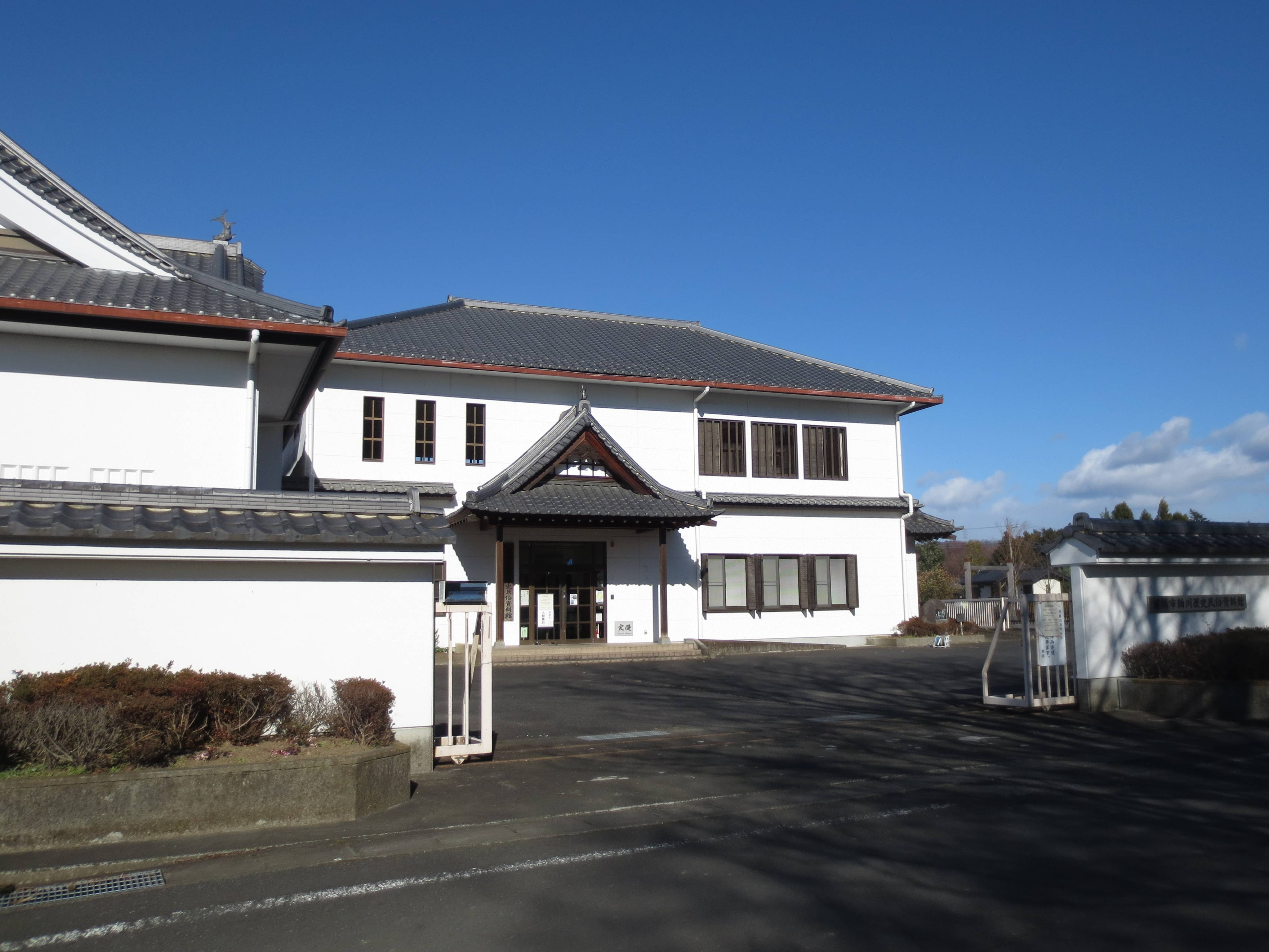
粕川歴史民俗資料館
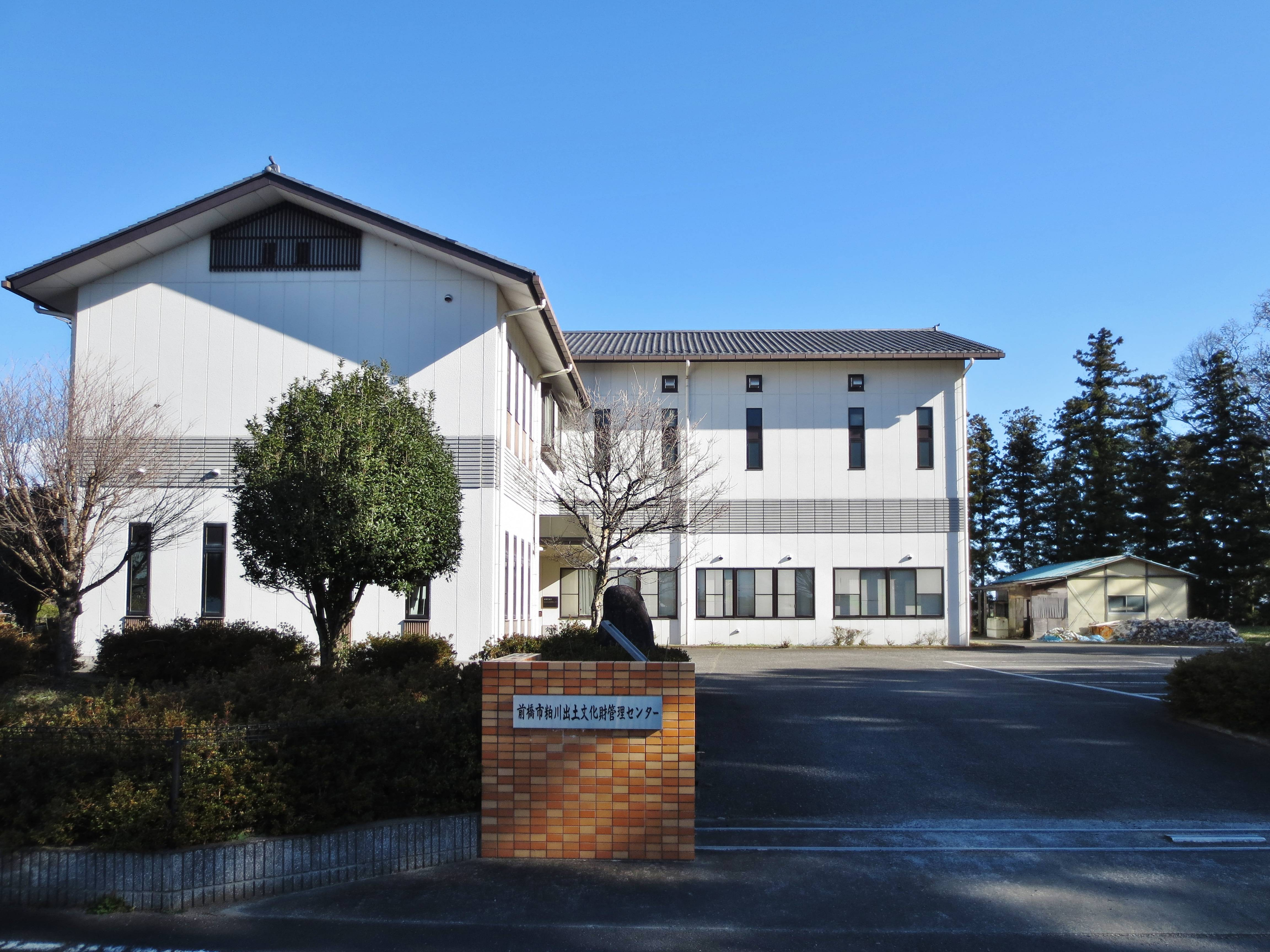
粕川出土文化財管理センター

- 膳城跡公園
- 粕川歴史民俗資料館
- 粕川出土文化財管理センター

## 避難所
当町が避難対象区域となった場合、近隣の粕川町西田面にある前橋市立粕川中学校に避難する。
緊急避難場所
- 膳城跡公園